# 皮耶尔保罗·费拉齐
皮耶尔保罗·费拉齐（義大利語：Pierpaolo Ferrazzi，1965年7月23日—），意大利男子皮划艇运动员。他曾代表意大利参加1992年、1996年、2000年和2004年夏季奥林匹克运动会皮划艇比赛，共获得一枚金牌和一枚铜牌。